# Хафнијум
Хафнијум (Hf, лат. hafnium) метал је B групе, познате и као група прелазних метала, са атомским бројем 72. Он је сјајни, сребрено-сиви четворовалентни прелазни метал. У хемијском смислу, доста је сличан цирконијуму а може се наћи и у минералима цирконијума. Његово постојање је предвидио Мендељејев већ 1869. године, али све до 1923. није идентификован као елемент. Био је претпосљедњи елемент са стабилним изотопима који је откривен (ренијум је идентификован две године касније). Хафнијум је добио име по Hafniji, латинском називу за дански Копенхаген, где је и откривен. Овај метал се користи у филаментима и електродама. Неки процеси производње полупроводника користе његов оксид за интегрална кола при 45 nm и мањим дужинама. Неке суперлегуре кориштене у посебне сврхе садрже хафнијум у комбинацији са ниобијумом, титанијумом или волфрамом.
Због великог попречног пресека атома хафнијума, он је идеалан материјал за апсорпцију неутрона у контролним шипкама које се користе у нуклеарним централама, али је истовремено потребно уклањати га из цирконијумових легура, отпорних на корозију а које пропуштају неутроне у нуклеарним реакторима.

## Историја
Када је Дмитриј Иванович Мендељејев објавио свој Периодни закон хемијских елемената 1869. године, имплицитно је претпоставио постојање тежег аналога титанијума и цирконијума. У време када је формулисао ову претпоставку, 1871. он је веровао да су елементи поређани по својим атомским масама, те је лантан (57. елемент) поставио на место испод цирконијума. Тачно постављање елемената и локација недостајућих елемената урађена је тако што се одредила специфична тежина елемената те су им упоређене хемијске и физичке особине.
Спектроскопија x-зрацима коју је обавио Хенри Мозли 1914. доказала је директну повезаност између спектралних линија и ефективног нуклеарног набоја. То је довело да се атомски набој, или атомски број елемента, почне користити за одређивање места тог елемента у периодном систему. Помоћу те методе, Мозли је одредио број лантаноида те открио шупљине у низу атомских бројева на местима 43, 61, 72 и 75.
Откриће тих празнина у периодном систему побудило је обимну потрагу за „недостајућим” хемијским елементима. Већ 1914. неколико научника је објавило откриће елемента 72, након што је Мозли објавио своје претпоставке о његовом постојању. Жорж Урбен је изјавио да је открио елемент 72 у ретким земним елементима 1907. те своје резултате о елементу целтијуму објавио 1911. године. Међутим, та супстанца није показивала ни хемијске особине, нити спектралне линије у складу са касније откривеним елементом, те је његово откриће поништено након дуге полемике и контроверзе. Контроверза је једним делом настала и из разлога што су хемичари фаворизирали хемијске технике које би довеле до открића целтијума, док су се физичари поуздали у употребу нове методе спектроскопије x-зрацима, којом су доказали да супстанца коју је открио Урбен није садржавала елемент 72. Почетком 1923. неколико физичара и хемичара, између осталих Нилс Бор и Чарлс Р. Бери запазили су да би елемент 72 требао били сличан цирконијуму, те стога не би био део групе ретких земних елемената. Њихове сугестије биле су засноване на Боровим теоријама грађе атома, спектроскопијом x-зракама Мозлија и хемијским аргументима Фридриха Панета.
Охрабрени овим сазнањима те извештајима из 1922. о поновном открићу сличном Урбеновом, да је елемент 72 ретки земни метал већ раније откривен, Дирк Костер и Ђерђ де Хевеш су мотивисано почели да траже нови елемент у рудама цирконијума. Напокон, њих двоје је открило нови елемент 1923. у данском главном граду, чиме су доказали предвиђања Медељејева из 1869. године. Пронашли су га у минералу циркону из Норвешке помоћу спектроскопске анализе x-зракама. Место где је хафнијум откривен играло је пресудну улогу у давању имена том елементу: Копенхаген, латинског имена Hafnia, уједно је и место рођења Нилса Бохра. Данас, Факултет наука Универзитета у Копенхагену на свом печату има стилизовани приказ атома хафнијума.
Хафнијум су од цирконијума раздвојили Валдемар Тал Јанцен и фон Хевесеј понављајућом рекристализацијом помоћу двоструких амонијум- и калијум-флуорида. Антон Едуард ван Аркел и Јан Хендрик де Боер били су 1924. године први који су добили метални хафнијум пропуштајући паре хафнијум-тетрајодида преко загрејаног филамента од волфрама. Тај процес за диференцијално пречишћавање цирконијума и хафнијума се и данас користи.
Четири предвиђена елемента су 1923. још увек недостајала у периодном систему: 43 (технецијум) и 61 (прометијум) су радиоактивни елементи и присутни су на Земљи само у траговима, што значи да су елементи 75 (ренијум) и 72 (хафнијум) посљедња два нерадиоактивна елемента који су тада били неоткривени. Пошто је ренијум откривен 1925, хафнијум је претпоследњи откривени елемент са стабилним изотопима.

## Особине

### Физичке
Хафнијум је сјајни, сребрнасти, дуктилни метал, отпоран на корозију, хемијски доста сличан цирконијуму (не само због тога што имају исти број валентних електрона и што припадају истој групи, него и због релативистичког ефекта). Физичке особине узорака металног хафнијума знатно одступају у зависности од удела нечистоћа цирконијума у њима, нарочито нуклеарне особине, јер су ово два елемента која су, можда, и најтежа за раздвајање због својих сличних хемијских особина.
Од највећих и најзначајнијих разлика у физичким особинама између ова два метала је њихова густина, јер цирконијум има око половину мању густину од хафнијума. Од највећих разлика у атомским особинама хафнијума јесте његов велики термални попречни пресек за хватање неутрона, као и особина да језгра неколико различитих изотопа хафнијума врло лако апсорбирају два или више неутрона по атому. За разлику од њих, цирконијум је готово „транспарентан” (провидан) за термалне неутроне, те се често користи за металне делове у нуклеарним реакторима, нарочито за облагање шипки нуклеарног горива.

### Хемијске
Хафнијум у присуству ваздуха реагује градећи заштитни слој (пасивизација) на површини који штити од даљње корозије. Овај метал врло слабо нападају киселине, али га могу оксидовати халогени елементи, а може и да сагорева на ваздуху. Слично као и његов близанац цирконијум, фино иситњени прах хафнијума се може спонтано запалити у присуству ваздуха, дајући ефекат сличан испаљивању муниције тзв. Змајевог даха (енгл. Dragon's Breath, 18,5 mm сачмарице пуњене барутом на бази магнезијумовог праха). Осим тога, метал је отпоран и на концентрисане базе.
Хемија цирконијума и хафнијума је тако слична да се ова два елемента не могу раздвојити на основу различитих хемијских реакција. Тачке топљења и кључања њихових једињења као и растворљивост у растварачима су највеће разлике у хемији ова два елемента близанца.

### Изотопи
Познато је 35 изотопа и 18 нуклеарних изомера овог елемента почев од 153 до 188. Хафнијум у природи се састоји из укупно шест различитих изотопа. Најчешћи изотоп уз распрострањеност од 35,08% јесте 180Hf. Следе изотопи 178Hf са 27,28%, 177Hf са 18,61%, 179Hf са 13,62%, 176Hf са 5,27% и 174Hf са 0,16% удела. Изотоп 174Hf је слабо радиоактиван, емитује алфа-зраке уз време полураспада од 2·1015 година. Изотоп 182 емитује бета-зраке уз време полураспада од девет милиона година прелазећи у стабилни изотоп волфрама 182W. Ово сазнање искориштено је при проучавању настанка Месеца и Земљиног језгра, чиме се тај временски период ограничио на првих 50 милиона година. Присуство изотопа 177 и 179 може се утврдити НМР спектроскопијом. Нуклеарни изомер хафнијума  је релативно дугоживећи са временом полураспада од 31 године и при распаду даје врло снажно гама зрачење од 2,45 . То је највиша енергија коју један стабилни изотоп емитира неко дуже време. Једна од могућих примена овог нуклеарног изомера је као извор у снажним ласерима. Карл Колинс је 1999. открио да овај изомер при излагању рендгенском зрачењу може одједном да отпусти своју енергију. Међутим, његова могућа употреба у виду експлозива није извесна у догледној будућности.